# Hank Mobley
Henry "Hank" Mobley (Eastman (Georgia), 7 juli 1930 - Philadelphia, 30 mei 1986) was een Amerikaans jazz-saxofonist en componist van hardbop en souljazz.

## Biografie
Henry "Hank" Mobley werd geboren in Eastman (Georgia), maar groeide op in Elizabeth (New Jersey). In zijn jeugd leerde hij zichzelf piano spelen, maar op zijn zestiende stapte hij over op de saxofoon en begon kort daarna professioneel te spelen. In 1949 kreeg hij een job bij de r&b-band van Paul Gayten, waarvoor hij ook als componist werkte. In 1951 verliet hij deze groep en ging spelen in een nachtclub in Newark waar hij speelde met pianist Walter Davis, Jr. en sommige van de top jazzspelers van die tijd begeleidde, daaronder Max Roach die hen beide engageerde. Ze namen samen in 1953 een sessie op.
In 1954 speelde hij bij Dizzy Gillespie, maar in september van dat jaar ging hij naar de groep van Horace Silver, de latere Jazz Messengers. Hun eerste album voor Blue Note, Horace Silver and the Jazz Messengers, was een mijlpaal in de ontwikkeling van de hardbop. In 1955 nam hij voor Blue Note zijn eerste sessie op als leider van een eigen groep, The Hank Mobley Quartet. Toen de Jazz Messengers in 1956 uit elkaar gingen bleef Mobley nog een tijdje bij Horace Silver, maar hij werkte van toen af vooral als leider van diverse formaties, waarmee hij veel opnam voor Blue Note. Hij componeerde ook vele nummers. Hij nam 25 albums op voor Blue Note tussen 1955 en 1970, waaronder Soul Station en Roll Call uit 1960. Soul Station wordt door The Jazz Resource beschouwd als zijn beste, en gerangschikt tussen de 25 beste jazzalbums aller tijden. Hij wordt erop begeleid door Art Blakey, Paul Chambers en Wynton Kelly. Daarnaast is hij te horen op een heleboel andere platen van het label; vooral met trompettist Lee Morgan.
In de jaren 1960 werkte hij hoofdzakelijk als frontman, hoewel hij in 1961 werd aangetrokken als vervanger van John Coltrane in het quintet van Miles Davis. Maar het boterde niet tussen hen en Mobley ging weg bij Davis in 1962. 
Mobley raakte aan de drugs en verdween daardoor tweemaal voor een tijdje van het toneel; een eerste maal toen hij gearresteerd werd in 1958 en een tweede maal in 1964. 
Op het einde van de jaren 1960 verbleef hij lange tijd in Europa. In Parijs nam hij het album The Flip (1969) op. Thinking of Home (1970), met onder meer pianist Cedar Walton, was zijn laatste opname voor Blue Note. Hij vormde dan een groep met Cedar Walton waarmee ze het album Breakthrough! (1972) opnamen. Nadien kreeg hij longproblemen die hem het spelen zo goed als helemaal beletten. Hij trad nog wel een paar keer op in 1985 en 1986 met Duke Jordan, maar enkele maanden later stierf hij aan een longontsteking.

## Discografie (selectie)

### Als leider
| - The Jazz Message Of Hank Mobley (Savoy Records, 1956) - Hank Mobley and His All-Stars (Blue Note, 1957) - Peckin’ Time (Blue Note, 1958) - Tenor Conclave (Prestige, 1957) - Soul Station (Blue Note, 1960) - Workout (Blue Note, 1961) - Another Workout (Blue Note, 1961) | - Roll Call (1961) - Straight No Filter (Blue Note, 1963) - No Room for Squares (Blue Note, 1963) - Dippin’ (Blue Note, 1965) - A Caddy for Daddy (Blue Note, 1965) - Far Away Lands (Blue Note, 1967) - Thinking of Home (Blue Note, 1970) |

### Als sideman
| - Art Blakey: The Jazz Messengers (Columbia, 1956) - Art Blakey: At the Jazz Corner of the World (Blue Note, 1959) - Donald Byrd: Black Jack (Blue Note, 1963–67) - Miles Davis: Someday My Prince Will Come (Columbia, 1961) - Miles Davis: Friday Night at The Black Hawk (Columbia, 1961) - Dizzy Gillespie: Diz and Getz (Verve, 1953/1954) | - Johnny Griffin: A Blowing Session (Blue Note, 1957) - Elmo Hope: The All-Star Sessions (Milestone, 1956–1961) - Freddie Hubbard: Goin’ Up (Blue Note, 1961) - Jackie McLean: 4, 5 and 6 (Prestige, 1956) - Horace Silver: Horace Silver and the Jazz Messengers (Blue Note, 1954) - Horace Silver: Six Pieces of Silver (Blue Note, 1956–1958) |